# Чупрово (Забайкальский край)
Чупрово — село в Калганском районе Забайкальского края России. Административный центр и единственный населённый пункт сельского поселения «Чупровское».

## География
Село находится в юго-восточной части Забайкальского края, на левом берегу реки Старица (бассейн реки Верхняя Борзя), на расстоянии примерно 8 км (по прямой) к северо-востоку от села Калга, административного центра района. Абсолютная высота — 652 м над уровнем моря.
Климат
Климат характеризуется как резко континентальный. Средняя температура самого холодного месяца (января) составляет −26 — −28 °С, температура самого тёплого (июля) — 18 — 20 °С. Среднегодовое количество атмосферных осадков составляет 350—500 мм.
Часовой пояс
Село Чупрово находится в часовой зоне МСК+6. Смещение применяемого времени относительно UTC составляет +9:00.

## История
Основано в 1815 году. В 1904 в Чупрово была построена церковь. В 1931 году, в период коллективизации, в селе был образован колхоз «Первое мая».

## Население
| 1989 | 2002 | 2010 | 2012 | 2013 | 2014 | 2015 |
| ---- | ---- | ---- | ---- | ---- | ---- | ---- |
| 756  | ↘581 | ↘524 | ↘516 | ↘491 | ↘475 | ↘447 |
| 2016 | 2017 | 2018 | 2019 | 2020 | 2021 |      |
| ↘430 | ↘412 | ↗416 | ↘415 | ↘404 | ↘386 |      |

Половой состав
По данным Всероссийской переписи населения 2010 года, в гендерной структуре населения мужчины составляли 51,3 %, женщины — соответственно 48,7 %.
Национальный состав
Согласно результатам переписи 2002 года, в национальной структуре населения русские составляли 99 % из 581 чел.

## Улицы
- ул. Нагорная,
- ул. Новая,
- ул. Сабурова,
- ул. Центральная,
- ул. Школьная[19].

## Инфраструктура
В селе функционируют основная общеобразовательная школа, детский сад и фельдшерско-акушерский пункт.